# Marion Lorne

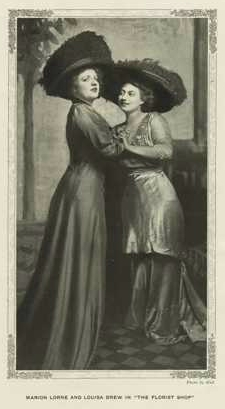
Marion Lorne mit Louise Drew (1909)

Marion Lorne MacDougall (* 12. August 1883 in West Pittston, Pennsylvania; † 9. Mai 1968 in New York City) war eine US-amerikanische Schauspielerin und Emmy-Preisträgerin.

## Leben
Marion Lorne wurde am 12. August 1883 in Pennsylvania als Tochter schottischer Immigranten geboren und begann 1905 nach ihrem Studium an der New Yorker American Academy of Dramatic Arts am Broadway ihre Karriere im Showbusiness. Ihre Karriere als Theaterschauspielerin führte sie in der Folgezeit auch nach London, wo Lorne ihrer eigenes Theater, das Whitehall , führte. Sämtliche ihrer Theaterproduktionen in dieser Zeit wurden zu großen Erfolgen.
Nachdem Marion Lorne zu Beginn der 1930er Jahre in einigen Kurzfilmen mitgewirkt hatte, debütierte sie 1951 im Film Der Fremde im Zug von Alfred Hitchcock in Hollywood. In diesem spielte sie die Mutter des von ihr verhätschelten Mörders Bruno Antony (gespielt von Robert Walker).
Nach ihrem Filmdebüt setzte Marion Lorne ihre Schauspielkarriere hauptsächlich im Fernsehen fort. So war sie in den frühen 1950er Jahren in der Rolle der Lehrerin Mrs. Gurney in der Sitcom Mr Peepers zu sehen, und in den späten 1950ern in der Rolle der Myrtle Banford in der von NBC produzierten Fernsehserie Sally, an der Seite von Joan Caulfield. Beide Serien brachten ihr Emmy-Nominierungen ein. Eine weitere Rolle hatte Lorne in der The Garry Moore Show. In der letzteren Fernsehshow absolvierte sie zwischen 1958 und 1961 mehrere Gastauftritte.
Als Marion Lornes bekannteste Rolle gilt jedoch die der liebenswerten und senilen Hexe Tante Clara in der erfolgreichen Serie Verliebt in eine Hexe.  Für diese Rolle wurde Lorne 1968 posthum nach zahlreichen Nominierungen zu ihren Lebzeiten erstmals mit einem Emmy ausgezeichnet. 
Am 9. Mai 1968 starb Marion Lorne in ihrer Wohnung in Manhattan im Alter von 84 Jahren an einem Herzanfall.

## Privates
Lorne war von 1911 bis zu dessen Tod im Jahr 1944 mit dem Dramatiker Walter Hackett verheiratet. Die Ehe blieb kinderlos.

## Filmografie
- 1931: Success
- 1951: Der Fremde im Zug (Strangers on a Train)
- 1951: The Philco Television Playhouse (Fernsehserie, eine Folge)
- 1952–1953: Mr. Peepers (Fernsehserie, 22 Folgen)
- 1955: The Girl Rush
- 1957: Sally (Fernsehserie, 26 Folgen)
- 1958: Suspicion (Fernsehserie, eine Folge)
- 1958: DuPont Show of the Month (Fernsehserie, eine Folge)
- 1961: The Garry Moore Show (Fernsehserie, eine Folge)
- 1964–1968: Verliebt in eine Hexe (Bewitched; Fernsehserie, 27 Folgen)
- 1967: Die Reifeprüfung (The Graduate)